# Yalgatenga
Ne doit pas être confondu avec Yargatenga.
Yalgatenga est une localité située dans le département de Kirsi de la province du Passoré dans la région Nord au Burkina Faso.

## Géographie
Yalgatenga se trouve à 10 km au sud-est du centre de Kirsi, le chef-lieu du département, et à environ 50 km à l'est de Yako et de la route nationale 2 reliant le centre au nord du pays.

## Santé et éducation
Le centre de soins le plus proche de Yalgatenga est le centre de santé et de promotion sociale (CSPS) de Kirsi tandis que le centre médical avec antenne chirurgicale (CMA) de la province se trouve à Yako.
Maré possède une école primaire publique et un centre d'apprentissage.